# Jerry Garcia
Jerry Garcia, eredeti nevén Jerome John Garcia (San Francisco, 1942. augusztus 1. – Lagunitas-Forest Knolls, 1995. augusztus 9.) amerikai dalszerző, énekes és gitáros, a Grateful Dead együttes alapító tagja.

## Díjak
- 1994: Rock and Roll Hall of Fame
- 2008: Americana Music Association President's Award